# UFC 225
UFC 225: Whittaker vs. Romero 2 è stato un evento di arti marziali miste tenuto dalla Ultimate Fighting Championship il 9 giugno 2018 alla United Center di Chicago, negli Stati Uniti.

## Risultati
|                                                           | Divisione             |                   |                 |                  | Metodo                                      | Round           | Tempo           | Premio          |
| Card Principale                                           | Card Principale       | Card Principale   | Card Principale | Card Principale  | Card Principale                             | Card Principale | Card Principale | Card Principale |
| --------------------------------------------------------- | --------------------- | ----------------- | --------------- | ---------------- | ------------------------------------------- | --------------- | --------------- | --------------- |
|                                                           | Pesi medi             | Robert Whittaker  | batte           | Yoel Romero      | Decisione non unanime (48-47, 47-48, 48-47) | 5               | 5:00            | FOTN            |
| Sfida valida per il titolo vacante di campione ad interim | Pesi welter           | Colby Covington   | batte           | Rafael dos Anjos | Decisione unanime (49-46, 48-47, 48-47)     | 5               | 5:00            |                 |
|                                                           | Pesi piuma femminili  | Holly Holm        | batte           | Megan Anderson   | Decisione unanime (30-27, 30-26, 30-26)     | 3               | 5:00            |                 |
|                                                           | Pesi massimi          | Tai Tuivasa       | batte           | Andrei Arlovski  | Decisione unanime (29-28, 29-28, 29-28)     | 3               | 5:00            |                 |
|                                                           | Pesi welter           | Mike Jackson      | vs.             | CM Punk          | No contest (rovesciato)                     | 3               | 5:00            |                 |
| Card Preliminare (Fox Sports 1)                           |                       |                   |                 |                  |                                             |                 |                 |                 |
|                                                           | Pesi massimi          | Curtis Blaydes    | batte           | Alistair Overeem | KO Tecnico (gomitate)                       | 3               | 5:00            | POTN            |
|                                                           | Pesi paglia femminili | Cláudia Gadelha   | batte           | Carla Esparza    | Decisione non unanime (29-28, 28-29, 29-28) | 3               | 5:00            |                 |
|                                                           | Pesi piuma            | Mirsad Bektić     | batte           | Ricardo Lamas    | Decisione non unanime (29-28, 28-29, 29-28) | 3               | 5:00            |                 |
|                                                           | Pesi massimi          | Chris de la Rocha | batte           | Rashad Coulter   | KO tecnico (pugni)                          | 2               | 3:53            |                 |
| Card Preliminare (UFC Fight Pass)                         |                       |                   |                 |                  |                                             |                 |                 |                 |
|                                                           | Pesi mediomassimi     | Anthony Smith     | batte           | Rashad Evans     | KO (ginocchiata)                            | 1               | 0:53            |                 |
|                                                           | Pesi mosca            | Sergio Pettis     | batte           | Joseph Benavidez | Decisione non unanime (28-29, 29-28, 30-27) | 3               | 5:00            |                 |
|                                                           | Pesi leggeri          | Charles Oliveira  | batte           | Clay Guida       | Sottomissione (ghigliottina)                | 1               | 2:18            | POTN            |
|                                                           | Pesi piuma            | Dan Ige           | batte           | Mike Santiago    | KO tecnico (pugni)                          | 1               | 0:50            |                 |

## Premi
I lottatori premiati ricevettero un bonus di 50.000 dollari.
Legenda:
- FOTN: Fight of the Night (vengono premiati entrambi gli atleti per il miglior incontro dell'evento)
- POTN: Performance of the Night (viene premiato il vincitore per la migliore performance dell'evento)